# Aurore Delplace
Aurore Delplace (Brussel, 28 juli 1986)  is een Belgische singer-songwriter, actrice en danseres.

## Biografie
Aurore Delplace nam al op zeer jonge leeftijd danslessen en schreef zich in aan Koninklijke Academie voor Schone Kunsten in Brussel, waar ze zich specialiseerde in klassieke en hedendaagse dans en afstudeerde. In 2008 verhuisde ze naar Parijs.
Ze kreeg haar eerste rollen in de musicals Grease, Aladin, La Revanche d'une blonde en Cendrillon.

## Filmografie
- 2008: Ben et Thomas: Élise Rosenberg
- 2012: Faut pas pousser
- 2014: Yves Saint Laurent
- 2015: Joséphine, ange gardien, Belle-mère, belle-fille: Alice Vignault
- 2015: K3: Kate
- 2016: Section de recherches: Gladys
- 2019: Un si grand soleil: Johanna Lemeur
- 2022: La Vengance sans visage: Marie-Alice Delorme
- 2022: Camping Paradis, Le paradis de Leela: Camille
- 2023: Simon Coleman: Jade Samson

## Discografie
- 2009: Cendrillon, le spectacle musical
- 2011: Pinocchio, la renaissance
- 2015: Marie-Antoinette et le Chevalier de Maison-Rouge